# Vittorio Algeri
Vittorio Algeri (Torre de' Roveri, 3 gennaio 1953) è un dirigente sportivo, ex ciclista su strada e pistard italiano.
Professionista dal 1977 al 1987, conta la vittoria di una tappa al Giro d'Italia e tre campionati nazionali, due su strada in linea e uno su pista. Dal 2012 è direttore sportivo del Team Jayco AlUla (già GreenEDGE).

## Carriera
Passista veloce, da dilettante nel 1976 vinse il campionato italiano su strada e concluse ottavo nella prova individuale ai Giochi olimpici di Montréal.
Professionista dal 1977 con la G.B.C. di Dino Zandegù, conquistò una tappa al Giro del Belgio 1977, una a Inverigo al Giro d'Italia 1978 e due alla Tirreno-Adriatico, nel 1978 e nel 1979; fu inoltre secondo all'esordio tra i professionisti alla Gand-Wevelgem 1977 dietro a un giovane Bernard Hinault. Nel 1984 vinse la Coppa Bernocchi, gara valida per il campionato italiano: in una stagione senza risultati di valore, un guizzo sul finale di gara lo portò ad indossare la maglia di Campione d'Italia. A tutt'oggi resta uno dei pochi ciclisti che si siano imposti ai tricolori sia da dilettante (1976) sia da professionista (1984).
Sceso di bici salì subito sull'ammiraglia e come il fratello Pietro Algeri svolse il ruolo di direttore sportivo. Fu attivo prima alla Chateau d'Ax/Gatorade/Polti di Gianluigi Stanga, poi alla Tacconi/Caldirola, alla Saunier Duval-Prodir (con il fratello Pietro), e nuovamente con Stanga alla Domina Vacanze e alla Milram. Sotto la sua guida sono passati ciclisti come Laurent Fignon, Tony Rominger, Gianni Bugno, Luc Leblanc, Richard Virenque, Ivan Gotti, Dario Frigo, Stefano Garzelli e Mirko Celestino. Dal 2012 è direttore sportivo del team australiano Jayco AlUla, noto in precedenza come GreenEDGE, Orica, Mitchelton e BikeExchange.

## Palmarès

### Strada
- 1972 (dilettanti)

Coppa Città di Cantù
Coppa Fiera di Mercatale
- 1973 (dilettanti)

Milano-Busseto
Prologo Settimana Ciclistica Bergamasca (Bergamo > Bergamo, cronometro)
- 1974 (dilettanti)

Milano-Busseto
Coppa Fiera di Mercatale
Piccola Sanremo
4ª tappa Giro d'Italia dilettanti (Prato > Sassuolo)
- 1976 (dilettanti)

Campionati italiani, Prova in linea Dilettanti
2ª tappa Settimana Ciclistica Bergamasca (Petosino > Petosino)
7ª tappa, 2ª semitappa Settimana Ciclistica Bergamasca (Curno > Selvino)
Classifica generale Settimana Ciclistica Bergamasca
Freccia dei Vini
Classifica generale Settimana Internazionale della Brianza
- 1977 (G.B.C. - Itla - TV Color, una vittoria)

5ª tappa Giro del Belgio (Fléron > Jambes)
- 1978 (Intercontinentale, due vittorie)

1ª tappa Tirreno-Adriatico (Santa Marinella > Ferentino)
19ª tappa Giro d'Italia (Brescia > Inverigo)
- 1979 (Sapa, due vittorie)

Gran Premio Industria e Artigianato
2ª tappa Tirreno-Adriatico (Cassino > Paglieta)
- 1982 (Metauro Mobili - Pinarello, una vittoria)

6ª tappa Postgirot Open (Södertälje > Uppsala)
- 1984 (Metauro Mobili - Pinarello, una vittoria)

Coppa Bernocchi (valida come Campionati italiani)

#### Altri successi
- 1974 (dilettanti)

Prologo Giro d'Italia dilettanti (Firenze, cronosquadre)
- 1979 (Sapa)

Criterium di Odolo
- 1980 (Magniflex - Olmo)

Prologo Vuelta a Andalucía (Elche, cronosquadre)
- 1984 (Metauro Mobili - Pinarello)

Criterium di Enna
Criterium di Molteno

### Pista
- 1980

Campionati italiani, Corsa a punti

### Ciclocross
- 1985

Torre de' Roveri

## Piazzamenti

### Grandi Giri
- Giro d'Italia

1977: 14º
1978: 49º
1979: 64º
1980: 70º
1982: 85º
1983: ritirato (20ª tappa)
1984: 92º
1985: ritirato (19ª tappa)
- Tour de France

1987: ritirato (14ª tappa)

### Classiche monumento
- Milano-Sanremo

1977: 74º
1978: 25º
1982: 11º
1987: 72º
- Parigi-Roubaix

1977: 28º

### Competizioni mondiali
- Campionati del mondo su strada

Montreal 1974 - In linea dilettanti: 10º
Mettet 1975 - In linea dilettanti: 6º
- Campionati del mondo su pista

Leicester 1982 - Mezzofondo Prof.: 7º
- Giochi olimpici

Montréal 1976 - In linea: 8º